# Samsung Electronics
A Samsung Electronics Co., Ltd. (koreaiul: Samsung Jeonja, Hangul: 삼성 전자; handzsa: 三星 電子 [szó szerint "három csillag elektronika") egy dél-koreai multinacionális elektronikai cég, amelynek székhelye Dél-Korea, Szuvon. A körkörös tulajdon miatt a Samsung csebol zászlóshajója, ezért a csoport 2012-es bevételének 70%-át teszi ki. A Samsung Electronics 80 országban rendelkezik összeszerelő üzemekkel és értékesítési hálózatokkal, illetve mintegy 308 745 embert foglalkoztat. Ez a világ legnagyobb fogyasztói elektronikai és félvezető gyártója bevétel szempontjából. 2018 júniusától a Samsung Electronics piaci értéke 325,9 milliárd dollár volt.
A Samsung főleg elektronikai alkatrészeket gyárt, például a lítiumion-akkumulátorokat, a félvezetőket, a chipeket, és a merevlemezeket, például az Apple-nek, a Sonynak, a HTC-nek és a Nokiának. Ez a világ legtöbb mobiltelefont és okostelefont gyártó cége, ami az eredeti Samsung Solstice-vel kezdte meg működését, és később a Samsung Galaxy készülékcsalád népszerűségével folytatta. A cég a tabletek és számítógépek egyik fő beszállítója, például az Android által üzemeltetett Samsung Galaxy Tab kollekciója miatt is. A vállalat úgy véli, hogy a Samsung Galaxy Note készülékcsaládon keresztül fejlesztik a tablet piacot. A cég 5G-s okostelefonokat és összecsukható telefonokat is fejlesztett. A Samsung 2006 óta a világ legnagyobb televízió gyártója és 2011 óta a világ legnagyobb mobiltelefon-gyártója is. A Samsung ráadásul a világ legnagyobb memória chip-gyártója is. 2017 júliusában a Samsung Electronics felülmúlta az Intelt, mint a világ legnagyobb félvezető chipkészítőjét.
A Samsungot az alacsony osztalékfizetésekért és más olyan vezetési gyakorlatokért, amelyeket a részvényesek és a közönséges befektetők kárára tesznek, kritizálták
2012-ben Kwon Oh-hyun-t nevezték ki a vállalat vezérigazgatójának, de 2017 októberében bejelentette, hogy 2018 márciusában le fog mondani, egy „példátlan válságra” hivatkozva.

## Története

### 1969-1987: A korai években
A Samsung Electric Industries-t a Samsung csoport részeként 1969-ben alapították Dél-Koreában, Suwonban. Míg a csoport nem rendelkezett elegendő technológiával és erőforrásokkal, hogy belépjen az iparágba, mint országon belüli versenytárs, és bár a japán cégekkel való együttműködés jelentős kritikát váltott ki versenytársaktól, a Samsung Electric megnyitott egy közös Samsung-Sanyo Electric nevű vállalkozást a Sanyo-val és a Sumitomo Corporation-nel Japánban. Korai termékei a vállalatnak elektronikus és elektromos készülékek voltak, beleértve a televíziókat, a számológépeket, hűtőszekrényeket, a légkondicionálókat és a mosógépeket is. 1970-ben a Samsung csoport egy másik leányvállalatot, a Samsung-NEC-t hozta létre a japán NEC Corporation és a Sumitomo Corporation segítségével, háztartási gépek és audiovizuális eszközök gyártására. 1974-ben a csoport a félvezetői üzletágra is kiterjedt, az akkori országban az első félvezetőgyártó létesítmények egyikének, a Korea Semiconductor megvásárlásával. A Korea Telecommunications, az elektronikus kapcsoló és rendszergyártó felvásárlása a következő évtized elején fejeződött be 1980-ban.

Samsung Electronics negyedéves jelentései 2011-től 2018-ig

1981-re a Samsung Electric Industries több mint 10 millió fekete-fehér televíziót gyártott. 1983 februárjában a Samsung alapítója, Lee Byung-chull, valamint a Samsung iparági és vállalati igazgatósága egy esemény támogatásával kapcsolatos segítségnyújtásnak később egy "Tokiói nyilatkozat" -nak nevezett bejelentést tett, amelyben kijelentette, hogy a Samsung célja, hogy dinamikus, véletlen hozzáférésű memória (DRAM) szállító legyen. Egy évvel később a Samsung bejelentette, hogy sikeresen kifejlesztett egy 64 kb-os DRAM-ot. A folyamat során a Samsung használt technológiákat hozott be az Egyesült Államokbeli Micron Technology cégéből a DRAM és a Sharp Japánban történő fejlesztéséhez az SRAM és a ROM számára. 1988-ban a Samsung Electric Industries egyesült a Samsung Semiconductor & Communications-vel, hogy létrehozzák a Samsung Electronics-ot, mint korábban, amikor külön vállalatok voltak, és nem voltak vezető társaságok, de nem voltak riválisok se, és korábban egy ideig kommunikáltak is egymással, amíg végül beolvadtak.

### 1988-1995: A fogyasztói küzdelem
A Samsung Electronics 1988-ban indította el első mobiltelefonját a dél-koreai piacon. Az eladások eredetileg alacsonyak voltak, és az 1990-es évek elején a Motorola piaci részesedése még több mint 60 százalék volt az ország mobiltelefon-piacán, szemben a Samsung 10 százalékával. A Samsung mobiltelefon-részlege az 1990-es évek közepéig is gyengélkedett, ezért a szektorból való kilépés gyakori téma volt a cégen belül.

### 1995-2008: Alkatrészgyártás
Lee Kun-Hee úgy döntött, hogy a Samsungnak meg kell változtatnia a stratégiáját. A vállalat számos alul értékesített termékcsalád gyártását állította le, és ehelyett az alkatrészek tervezése és gyártása, valamint az új technológiákba történő beruházás került a középpontba. Ezen túlmenően, a Samsung egy 10 éves tervet vázolt fel, amelynek célja, hogy „költségvetés-márkaként” vállalja a cég költségvetését, és kihívják a Sony-t, mint a világ legnagyobb fogyasztó elektronikai gyártóját. A gyártási alkatrészek e vertikális integrációs stratégiája a 2000-es évek végén a Samsung számára gyümölcsöt hozott .

### 2008-tól napjainkig: Fogyasztói termékek

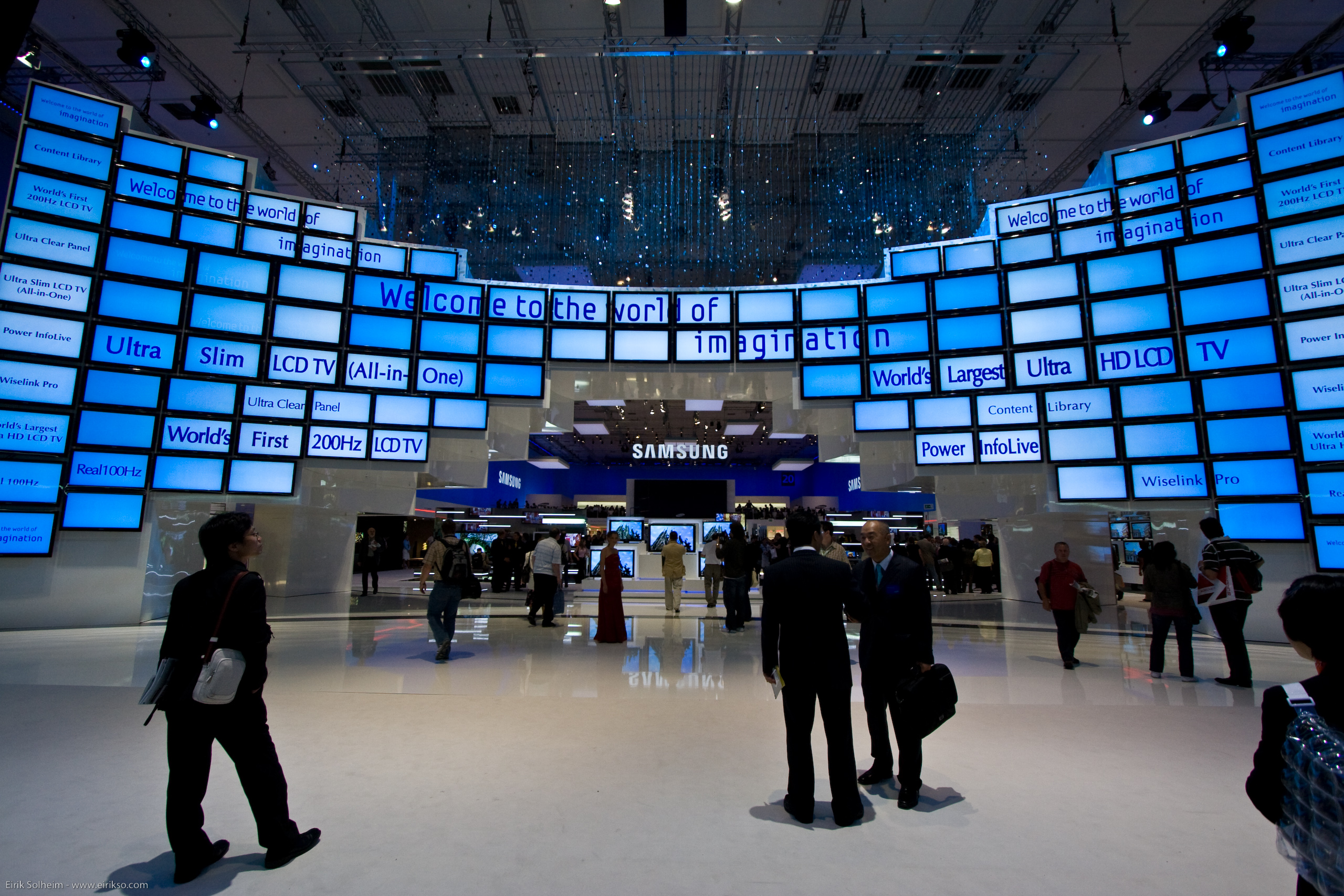
A Samsung óriáskijelzője a 2008-as Internationale Funkausstellungban Berlinben

Négy egymást követő évben, 2000-től 2003-ig, a Samsung nettó keresetét öt százalékkal magasabban tették közzé; azért mert abban az időben volt az, amikor a 30 legnagyobb dél-koreai vállalat közül 16 megszűnt a példátlan válság miatt.
2005-ben a Samsung Electronics nagyobb lett a japán riválisánál, a Sony-nál, és először a világ huszadik legnagyobb és legnépszerűbb fogyasztói márkájává vált.
2007-ben a Samsung Electronics lett a világ második legnagyobb mobiltelefon-készítője, leelőzve a Motorolát első alkalommal. 2009-ben a Samsung elérte a 117,4 milliárd dolláros teljes bevételt, elhaladva a Hewlett-Packard mellett, és így a világ legnagyobb technológiai vállalatává válva.
2009-ben és 2010-ben az Egyesült Államok és az EU nyolc más memória chipkészítővel együtt beperelte a vállalatot az 1999 és 2002 közötti árrögzítési rendszerben. Más cégek például Infineon Technologies, az Elpida Memory és a Micron Technology végül megelégedtek a döntéssel. 2010 decemberében az EU mentességet biztosított a Samsung Electronics számára, hogy alaposan járjon el a vizsgálat során (az LG Display, az AU Optronics, a Chimei InnoLux, a Chunghwa Picture Tubes és a HannStar Display vállalat hírszerzésének eredményét is tartalmazza ez a döntés)
Folyamatos terjeszkedése ellenére a Samsung elnöke, Lee Kun-hee, a pénzügyi stabilitás és a jövőbeli válságok felmerülése szempontjából bizonytalanságot teremtett. Miután 2010 márciusában visszatért az ideiglenes nyugdíjba vonulási időszakból, Kun-hee kijelentette, hogy a „Samsung Electronics” jövője nem garantált, mivel a vállalat legfontosabb termékei 10 év múlva elavulttá válnak. "
A vállalat ambiciózus célt tűzött ki, azt hogy tíz éven belül 400 milliárd dolláros bevételt fog elérni. A vállalatnak 24 kutatási és fejlesztési központja van szerte a világon, és a 2000-es évek eleje illetve a 2020-as jövőkép között a Samsung hangsúlyozta a műszaki kutatást és fejlesztést. Az online panaszok nagy száma azonban még azt jelzi, hogy a vállalat gyenge az ügyfél visszajelzésének meghallgatásában a technológia és a szoftver tervezéssel kapcsolatban.
2011 áprilisában a Samsung Electronics eladta a HDD kereskedelmi részlegét a Seagate Technology számára mintegy 1,4 milliárd dollárért. A kifizetés 45,2 millió Seagate részvényből állt (a részvények 9,6 százaléka), 687,5 millió dollár értékben, a fennmaradó összeg pedig készpénzben.
2013 májusában a Samsung bejelentette, hogy sikerült jól tesztelni az ötödik generációs (5G) sebességű technológiát.
2013 áprilisában, a Samsung Electronics elkezdte a Galaxy S szériájú okostelefonokat gyártani, és a Galaxy S4 kiskereskedelmi forgalomba került. A legjobban értékesített Galaxy S III frissítéseként az S4-et néhány nemzetközi piacon is értékesítették a cég Exynos processzorával.
2013 júliusában a Samsung Electronics a vártnál alacsonyabb nyereségre számított az áprilistól júniusig tartó negyedévben. Míg az elemzők mintegy 10,1 milliárdos von profitot vártak, a Samsung Electronics 9,5 milliárd won (8,3 milliárd USD) üzemi profitot becsült. Ugyanebben a hónapban a Samsung megvásárolta a Boxee média streaming eszközgyártóját mintegy 30 millió dollárért.
A Samsung mobil üzleti vezetője, Shin Jong-kyun 2013. szeptember 11-én kijelentette a Korea Times-nak, hogy a Samsung Electronics tovább fogja növelni a jelenlétét Kínában, hogy megerősítse a piaci pozícióját az Apple-hez képest. A Samsung vezetője azt is megerősítette, hogy egy 64 bites kézibeszélő telefon kerül kiadásra, hogy megfeleljen az Apple iPhone 5s modelljének ARM-alapú A7 processzorának, amely 2013 szeptemberében jelent meg.
Az okostelefon-értékesítésnek köszönhetően - különösen az alacsonyabb árú készülékek értékesítésének olyan piacokon, mint India és Kína - a Samsung 2013 harmadik negyedévében rekord eredményt ért el. Ezen időszak működési eredménye mintegy 10,1 milliárd vonra emelkedett (9,4 milliárd USD), ami csak úgy jöhetett létre, hogy az Apple, Inc.-nek adtak el memóriakártyákat. 2013. október 14-én a Samsung Electronics nyilvánosan bocsánatot kért, hogy az olcsóbb asztali számítógépekről felújított alkatrészeket használt a magasabb minőségű termékek javítására, miután az MBC TV aktuális ügyeinek magazinja, ahol megírták ezeket az etikátlan gyakorlatokat.
A Samsung szponzorálta a 86. Oscar gála ünnepségét (2014. március 2-án), és mivel a Samsung Galaxy Note okostelefonos termékét használta Ellen DeGeneres is hogy készítsen egy csoportszelfit, ezért a vállalat 3 millió dollárt adományozott a DeGeneres által kiválasztott két jótékonysági szervezetnek. A hivatalos Samsung nyilatkozat kifejtette: "... mi szerettünk volna adományt adni az Ellen által kiválasztott jótékonysági szervezeteknek: St Jude-nak és Humane Society-nak. A Samsung 1,5 millió dollárt adományozott ennek a két jótékonysági szervezetnek."
2014. április 17-én a Samsung bejelentette, hogy megszünteti 2014. július 1-jén kinyitó ebook áruházát, és együttműködött az Amazon-nal, hogy bemutassa a Kindle for Samsung app-ot, amely lehetővé teszi az Android 4.0-s és újabb verziójú Galaxy készülék-felhasználók számára, hogy az Amazon katalógusából vásároljanak és olvashassanak folyóiratokat és ebook-okat, valamint egy ingyenes könyvszolgáltatást, a Samsung Book Deals-t, amely lehetővé teszi a társmárkás alkalmazások felhasználóinak, hogy havonta egy ingyenes ebookot válasszanak az Amazon által kínált könyvekből.
2014 februárjában a Barnes & Noble bejelentette, hogy 2014-ben Nook néven új színes e-könyvet fognak kiadni. 2014 júniusában a Barnes & Noble bejelentette, hogy összeáll a Samsunggal - az Android-alapú e-bookok egyik vezetőjével - a Samsung Galaxy Tab 4-gyel Nook címen közös márkás színes e-könyv adnak ki; az eszközök a Samsung hardverét, beleértve a 7 hüvelykes kijelzőt és a Barnes & Noble személyre szabott Nook szoftverét is tartalmazzák. Az első Galaxy Tab 4 Nookot elkezdik eladni az USA-ban 2014 augusztusában. A Nook a szoftverre és a tartalomra összpontosított, míg a Samsung a hardverre összpontosított. A Samsung által közzétett termékjellemzők azt mutatták, hogy a 2012-ben elindított prémium minőségű, továbbfejlesztett e-könyv olvasókkal ellentétben (a NOOK HD és a HD +, amelyek "a legjobb középszintű és prémium e-könyvekhez hasonló képernyőkkel és CPU-kkal rendelkeztek), a Samsung Galaxy Tab 4 Nook alacsonyabb piaci szintre lett tervezve.
A Barnes & Noble 2014. június 5-i bejelentéséről szóló beszámoló arról, hogy a könyvkereskedő összeáll a Samsunggal a Nook e-könyv kifejlesztésében, az Associated Press megjegyezte:
- "Barnes & Noble azt mondja, hogy továbbra is készít és értékesít 99 dolláros Nook Glowlight e-könyvolvasót, és ügyfélszolgálatot nyújt."
- "A cég azt is elmondja, hogy a Nook alkalmazottai Palo Altó-ból, Kaliforniából, irodákból költöznek, hogy pénzt takarítson meg a vállalat. Az alkalmazottak várhatóan júliusig egy kisebb helyre költöznek a közeli Santa Clara-ban, Kalifornia. "

2015 első negyedévében a Samsung nyeresége 39% -kal csökkent, 4,35 milliárd dollárra zuhant amiatt mert az Apple kiadta az IPhone 6-ot és 6 Plus-t, az Android versenytársak legnagyobb megdöbbenésére.
2014 augusztusában a Samsung bejelentette, hogy megállapodásra jutott a SmartThings megszerzéséhez. Az akvizícióról a Samsung úgy vélte, hogy ez az internet térébe való belépéshez való első lépés.
2015 májusában a Samsung bejelentette az IKEA-val való együttműködést, a Wireless Power Consortiummal összhangban, hogy együtt dolgozzon ki olyan bútorokat, amelyek lehetővé teszik az induktív töltést a Mobile World Congress-ben. Júniusban a Samsung LFD üzletet alapított, a Samsung Display Solutions néven, amely a vállalat SMART LED-termékcsaládját kínálja. A cég SMART LED-kijelzői közé tartozik a Signage, a Hospitality Display, a TV, a LED, a Cloud Display és a kiegészítők. A vállalat a következő all-in-one ügyfélszoftver megoldásokat kínálja: MagicInfo, MagicIWB, LYNK SINC, LYNK HMS és LYNK REACH. A cég az alábbi iparágakba tartozik: kiskereskedelem, egészségügy és közlekedés.
2016. június 16-án a Samsung Electronics bejelentette, hogy beleegyezett a Joyent felhőalapú számítástechnikai cég megszerzésébe. Ez lehetővé teszi, hogy az okostelefonjaihoz és az internethez csatlakoztatott eszközökhöz tartozó felhőalapú szolgáltatásait növelje.
2016. november 14-én a Samsung Electronics bejelentette, hogy az amerikai autóipari gyártó Harman International Industries-t 8 milliárd dollárért vásárolja meg. 2017. március 10-én az akvizíció befejeződött. 2017. április 6-án a Samsung Electronics beszámolt arról, hogy a negyedévben a vállalat stagnált. Az előző évben a "memória chipek és rugalmas kijelzők voltak a Samsung üzemi eredményének mintegy 68 százaléka, ami az előző évekhez képest változott, amikor az okostelefon volt a fő üzletág."
2017. május 2-án a Samsung engedélyt kapott a Koreai Föld, Infrastruktúra és Közlekedési Minisztériumtól, hogy elkezdje tesztelni az önjáró autótechnológiát. A Korea Herald szerint a vállalat testreszabott Hyundai autót fog használni a tesztekhez.

## A logó története

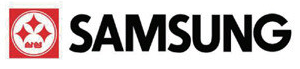
A Samsung Electronics logója, amelyet 1969 végétől használtak, amíg 1979-ben le nem cserélték

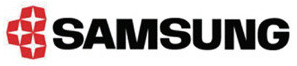
A Samsung Electronics logója, amelyet 1980 végétől használtak, és 1992-ben váltottak le

A Samsung Electronics logója, amelyet 1993 vége óta használnak, és 2015-ben cserélték le

A Samsung márkanév és a Samsung Electronics jelenlegi logója, amelyet 2015 óta használnak

## Ágazatok

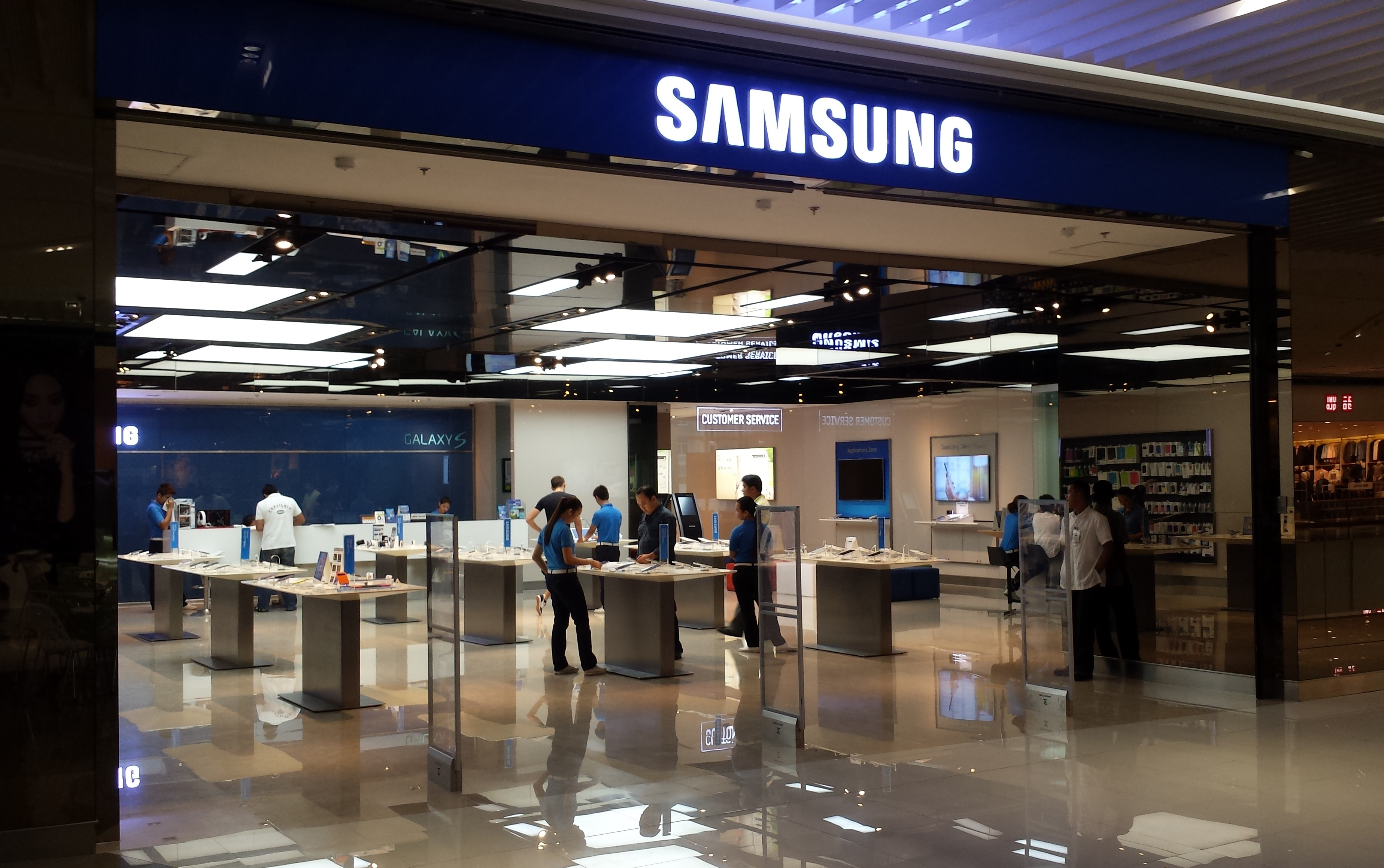
Samsung bolt Taguigban, a Fülöp-szigeteken

A vállalat négy területre összpontosít: digitális média, félvezető ipar, távközlési hálózat és LCD digitális készülékek.
A digitális média üzleti területe olyan számítógépes eszközökre terjed ki, mint a hordozható számítógépek és a lézernyomtatók; digitális kijelzők, például televíziók és számítógép-monitorok; és fogyasztói szórakoztató eszközök, például DVD-lejátszók, MP3-lejátszók és digitális videókamerák; illetve háztartási készülékek, például hűtőszekrények, légkondicionálók, légtisztítók, mikrohullámú sütők és porszívók.
A félvezető-üzleti terület félvezető chipeket tartalmaz, mint például SDRAM, SRAM, NAND flash memória; és intelligens kártyák; mobil-processzorok; mobil TV-vevők; RF adó-vevők; CMOS képérzékelők, intelligens kártyák IC, MP3 IC, DVD / Blu-ray Disc / HD DVD lejátszó SOC és több chipes csomag (MCP).
A távközlési-hálózati üzletág több szolgáltatást nyújtó DSLAM-okból és faxkészülékekből; mobil eszközökből, például mobiltelefonokból, PDA-telefonokból és mobil intelligens terminálokból (MIT-k); és műholdvevőkből áll.
Az LCD üzleti terület a TFT-LCD és a szerves fénykibocsátó diódák (OLED) gyártására szolgál a laptopok, asztali monitorok és televíziók számára.
A Samsung Print-et 2009-ben alapították, mint különálló vállalatot, amely a B2B értékesítésre összpontosít, és többfunkciós eszközök illetve nyomtatók széles skáláját gyártotta, stb. 2018-tól a Samsung már nem készít nyomtatókat. Az üzleteiknek ezt a részét értékesítették a HP-nek.

## Termékek

### LCD és LED panelek

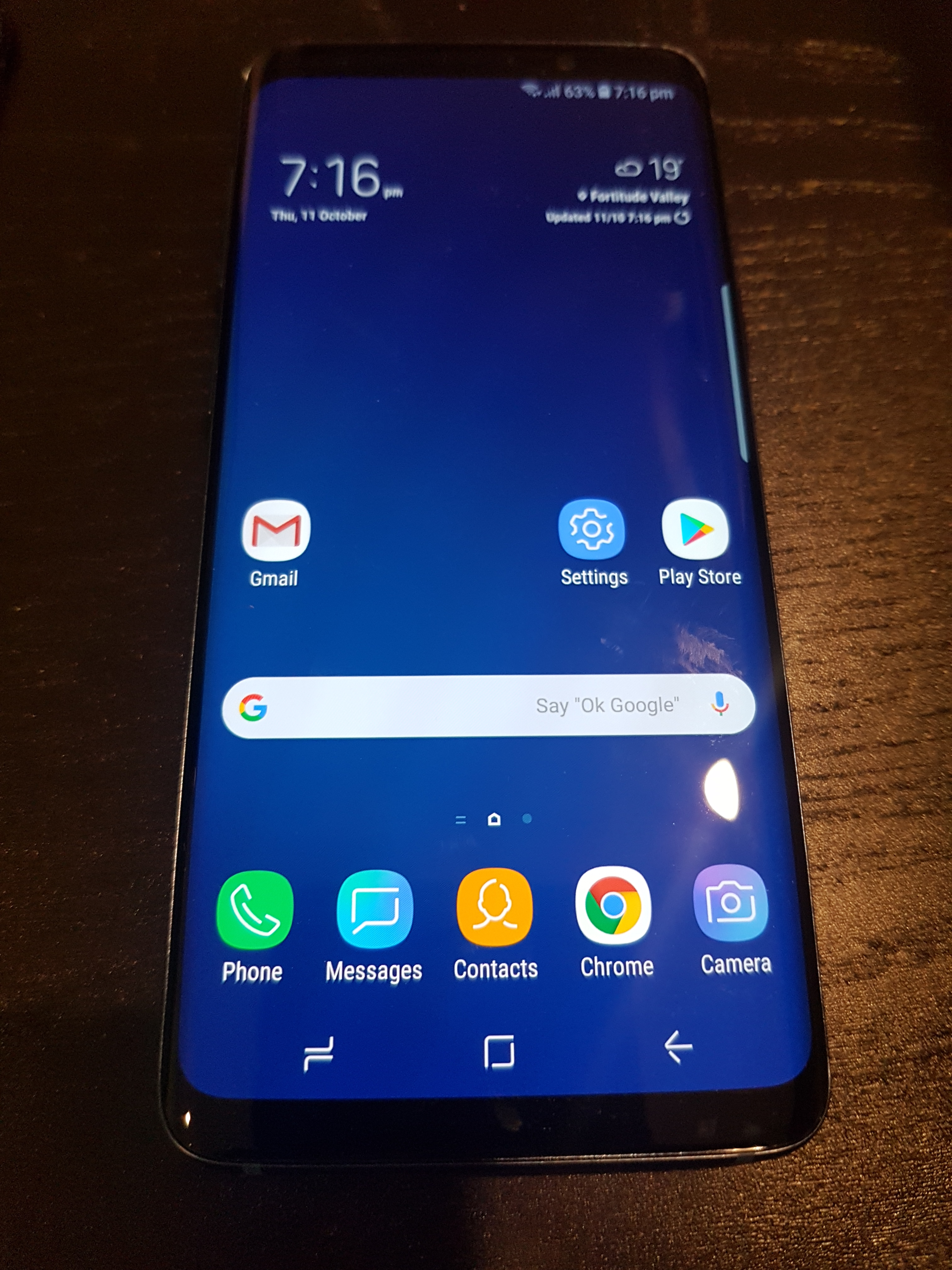
A Samsung Galaxy S9, amely magában foglalja a Super AMOLED Infinity Display képernyőt

2004-re a Samsung volt a világ legnagyobb OLED gyártója, világszerte 40 százalékos piaci részesedéssel, és 2018-tól 98%-os részesedéssel rendelkezik a globális AMOLED piacon. A vállalat 100,2 millió dollárt generált a globális OLED piac 475 millió dolláros bevételéből 2006-ban. 2006-tól több mint 600 amerikai szabadalmat és több mint 2800 nemzetközi szabadalmat tartott, amivel az AMOLED technológia szabadalmak legnagyobb tulajdonosa.
A Samsung jelenlegi AMOLED okostelefonjai a Super AMOLED védjegyet használják, amit először a Samsung Wave S8500-nál és a Samsung i9000 Galaxy S-nál használtak amik 2010 júniusában kerültek forgalomba. 2011 januárjában bejelentette Super AMOLED Plus kijelzőit, amelyek számos előrelépést kínálnak az idősebb Super AMOLED kijelzőkhöz képest - amiben valódi csíkos mátrix (50 százalékkal több alpixel), vékonyabb formátényező, világosabb kép és 18 százalékos energiafogyasztás csökkenés volt.
2007 októberében a Samsung bevezette a tíz milliméteres, 40 hüvelykes LCD-televíziót, majd 2008 októberében a világ első 7,9 mm-es paneljét. A Samsung által fejlesztett panelek 24 hüvelykes LCD monitorokhoz (3,5 mm) és 12,1 hüvelykes laptopokhoz (1,64 mm) tartoznak. 2009-ben a Samsungnak sikerült kialakítani egy panelt a negyven hüvelykes LED-televíziókhoz, amelyek vastagsága 3,9 milliméter (0,15 hüvelyk). A "Needle Slim" feliratú panel ugyanolyan vastag (vagy vékony), mint a két pénzérme együtt. Ez körülbelül egy tizenketted része egy hagyományos LCD panelnek, amelynek vastagsága körülbelül 50 mm (1,97 hüvelyk).
Miközben a vastagság lényegesen csökken, a vállalat fenntartotta a korábbi modellek teljesítményét, beleértve a Full HD 1080p felbontást, 120 Hz-es frissítési frekvenciát és 5000: 1 kontrasztarányt. 2013. szeptember 6-án a Samsung elindította az 55 hüvelykes, lekerekített OLED TV-jét (KE55S9C modell) az Egyesült Királyságban John Lewis-szel.
2013 októberében a Samsung a Galaxy Round okostelefon-modelljével egy sajtóközleményt terjesztett elő ívelt megjelenítési technológiájáról. A sajtóközlemény a terméket „világszerte forgalmazott, teljes körű HD, HD AMOLED kijelzőként” ismerteti. A gyártó elmagyarázza, hogy a felhasználók ellenőrizhetik az olyan információkat, mint az idő és az akkumulátor élettartama, amikor a kezdőképernyő ki van kapcsolva.

### Mobiltelefonok

Samsung Galaxy okostelefonok

A Samsung zászlóshajója a Samsung Galaxy S, amelyet sokan az Apple iPhone közvetlen versenytársának tartanak. Kezdetben Szingapúrban, Malajziában és Dél-Koreában indították el 2010 júniusában, amelyet júliusban az Egyesült Államok követett. Az Egyesült Államokban az első 45 napon belül több mint egymillió darabot értékesített.
Míg sok más okostelefon egy vagy két operációs rendszerre összpontosított, a Samsung egy ideig többet használt: Symbian-t, Windows Phone-t, Linux-alapú LiMo-t és a Samsung szabadalmaztatott Badát.
2013-ig a Samsung elhagyta az összes operációs rendszert, kivéve az Android-ot és Windows Phone-t. Ebben az évben a Samsung legalább 43 Android telefont és tabletet illetve két Windows-telefont adott ki.
2010 harmadik negyedévének végén a vállalat meghaladta a szállított telefonoknál a 70 millió darabot, ami 22 százalékos globális piaci részesedést jelentett, ami 12 százalékkal csökkentette a Nokia részesedését. Összességében a vállalat 2010-ben 280 millió mobiltelefont értékesített, ami 20,2 százalékos piaci részesedést jelent. A vállalat 2011 harmadik negyedévében felülmúlta az Apple-t az okostelefonok világszerte történő értékesítésében, összesen 23,8 százalékos piaci részesedéssel, szemben az Apple 14,6 százalékos részesedésével. A Samsung 2012-ben a világ legnagyobb mobiltelefongyártója lett, az első negyedévben 95 millió okostelefon értékesítésével.
2013 harmadik negyedévében a Samsung okostelefon-értékesítése javult az olyan fejlődő piacokon, mint India és a Közel-Kelet, ahol az olcsóbb készülékek népszerűbbek voltak. 2013 októberétől az Egyesült Államok Samsung honlapján 40 okostelefon-modellt kínál.

### Félvezetők

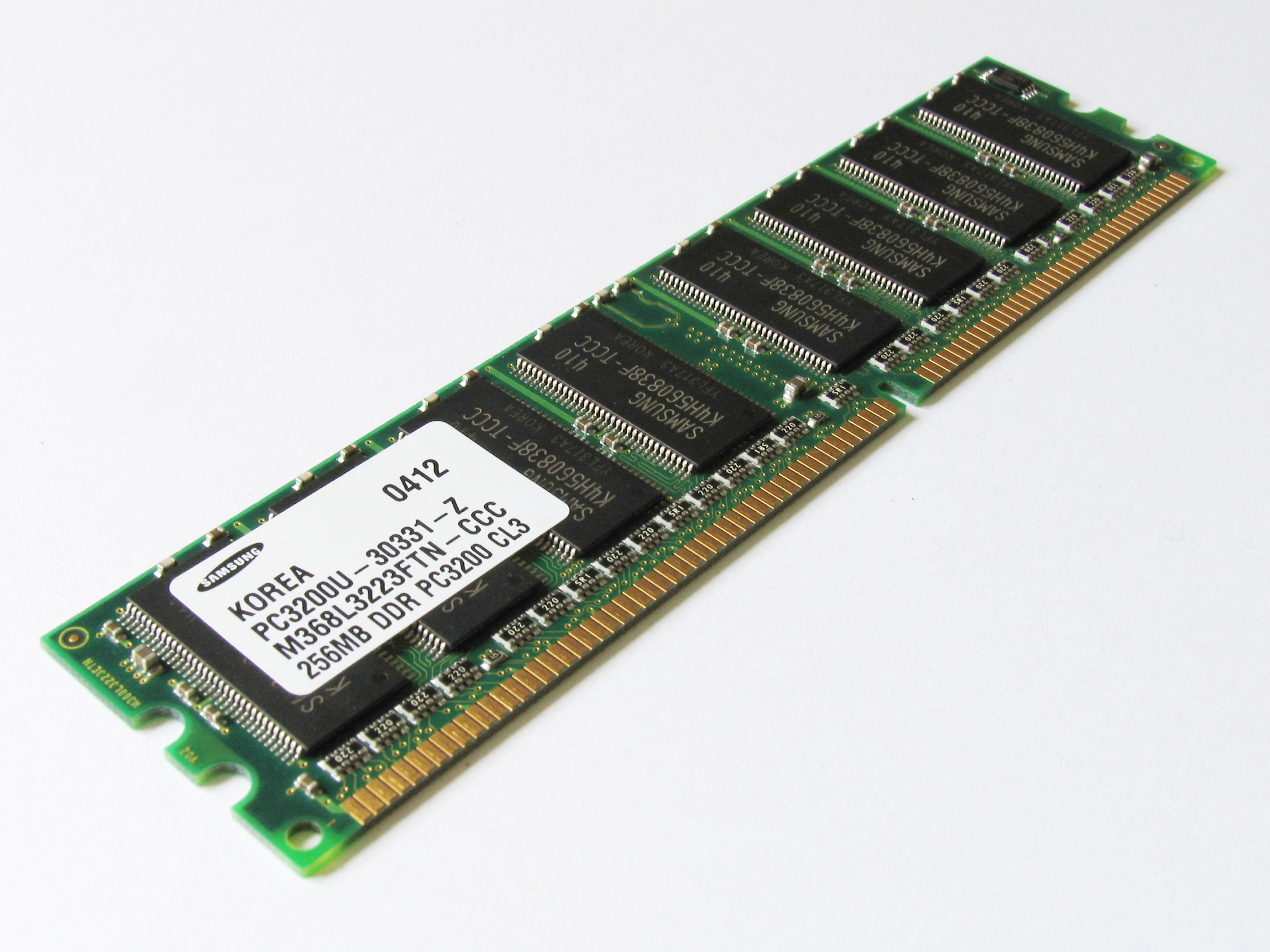
Egy Samsung DDR-SDRAM

A Samsung Electronics 1993 óta a világ legnagyobb memória chipkészítője. 2009-ben 30 nm-es NAND flash memóriát gyártott. 2010-ben sikerült a 30 nm-es, DRAM-ot és 20 nm-es NAND-ot létrehozni, mindkettőt először a világon.
Egy piackutató cég, a Gartner szerint, a Samsung Electronics 2010 második negyedévében a DRAM szegmensben a világpiacon történt gyors eladások miatt kiemelkedő pozícióba került. A Gartner elemzői beszámolójukban azt mondták: "A Samsung 35 százalékos piaci részesedéssel rögzítette vezető pozícióját. A vállalat a rangsorban a legjobb helyet szerezte meg, majd Hynix, Elpida és Micron előtt mondta a Gartner.
Egy másik terület, ahol a vállalat évek óta jelentős üzleti tevékenységet folytatott, az öntödei szegmens. 2006 óta megkezdte az öntödei üzletágba való befektetést, és most a félvezetők növekedésének egyik stratégiai pillére.
2010-ben az IC Insights piackutatója azt jósolta, hogy a Samsung 2014-re a világ legnagyobb félvezető chip szállítója lesz, felülmúlva az Intel-t. Az 1999-től 2009-ig tartó tízéves időszakban a Samsung féléves bevételeinek összetett éves növekedési üteme 13,5 százalék volt, szemben az Intel 3,4 százalékával.
2015-re az IC Insights és a Gartner bejelentette, hogy a Samsung a negyedik legnagyobb chipgyártó a világon.
2018 júliusában a Samsung bejelentette az LPDDR5 DRAM modul első sikeres prototípusát.

### Televíziók

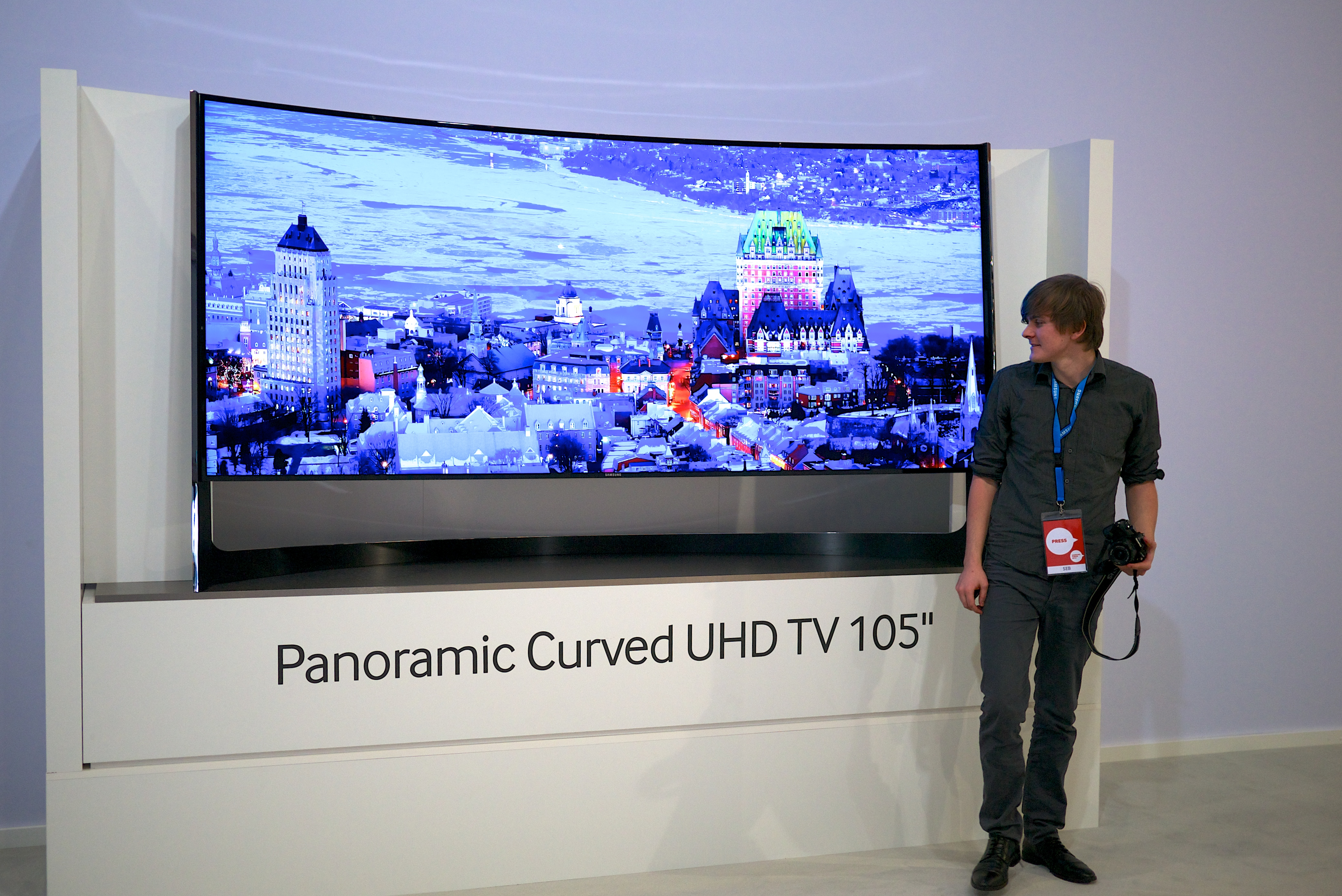
Samsung UN105S9 105 hüvelykes 4K-s ultra-nagy felbontású televízió

2009-ben a Samsung mintegy 31 millió síkképernyős televíziót értékesített, amely lehetővé tette számukra, hogy a világ legnagyobb piaci részesedését abban a negyedévben megőrizze.
A Samsung 2010 márciusában elindította első teljes HD 3D LED-televízióját. A Samsung bemutatta a terméket a 2010-es nemzetközi fogyasztói elektronikai kiállításon (CES 2010) Las Vegasban.
A Samsung az elindításától számított hat hónapon belül több mint egymillió 3D-s televíziót értékesített. Ez a szám közel áll ahhoz, amit sok piackutató előrejelzett az év világméretű 3D televíziós értékesítésében (1,23 millió egység). A 3D-s házimozirendszert (HT-C6950W) is bemutatta, amely lehetővé teszi a felhasználó számára, hogy egyszerre élvezze a 3D-s képet és a minőségi hangot. A 3D-s házimozi rendszer bevezetésével a Samsung az iparág első cégévé vált, amely teljes körű 3D-s kínálatot kínál, beleértve a 3D televíziót, a 3D Blu-ray lejátszót, a 3D tartalmat és a 3D szemüveget.
2007-ben a Samsung bevezette az internetes TV-t, amely lehetővé tette a néző számára, hogy információt kapjon az internetről, miközben a hagyományos televíziós műsorokat is figyeli. A Samsung később kifejlesztette az „Intelligens LED TV” -t (amelyet most „Samsung Smart TV” -nek neveztek el), amely támogatja továbbá a letöltött alkalmazásokat. 2008-ban a vállalat elindította a Power Infolink szolgáltatást, amelyet 2009-ben egy teljesen új Internet TV követett. 2010-ben elkezdte forgalmazni a 3D-s televíziót, miközben bemutatta a frissített Internet TV 2010-et, amely ingyenes (vagy díj ellenében) letölti a Samsung Apps Store-ból származó alkalmazásokat, a meglévő szolgáltatások, például hírek, időjárás, tőzsde, YouTube videók és filmek mellé.
A Samsung Apps díjfizetési szolgáltatásokat kínál néhány országban, köztük Koreában és az Egyesült Államokban. A szolgáltatásokat az egyes régiók számára testre szabjuk. A Samsung családközpontú alkalmazásokat tervez, mint például egészségügyi programok és digitális képkeretek, valamint játékok. A Samsung intelligens televíziókészülékei közé tartoznak az ITV Player és a mozgásvezérelt Angry Birds alkalmazások.

### Digitális kamera
2017. július 13-án a Samsung Electronics által kifejlesztett LED-képernyő a digitális mozi számára nyilvánosan bemutatásra került a Lotte Cinema World Tower-on, Szöulban.

### Egyéb

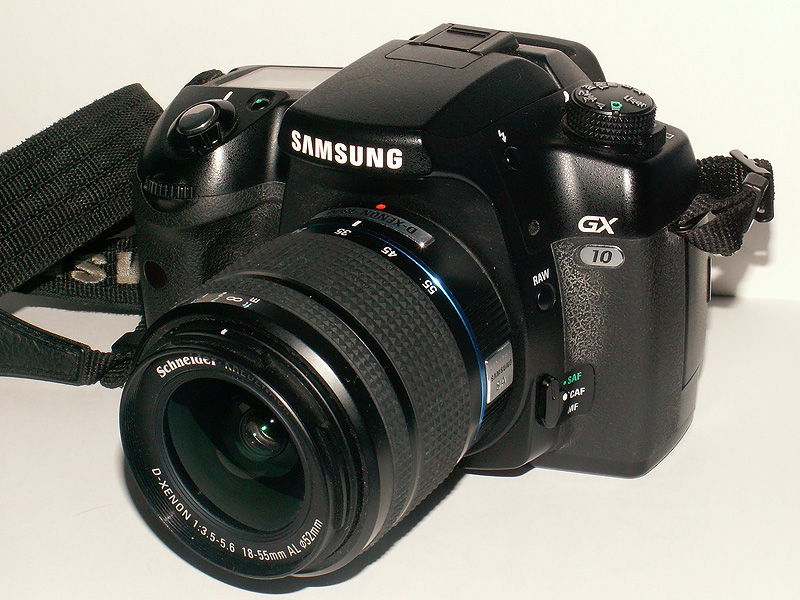
A Samsung GX-10 digitális tükörreflexes fényképezőgép

A múltban a Samsung mind a fogyasztók, mind az üzleti célú nyomtatók számára készült, beleértve a mono-lézernyomtatókat, a színes lézernyomtatókat, a multifunkciós nyomtatókat és a vállalati használatú, nagy sebességű digitális többfunkciós nyomtatómodelleket. Később elhagyták a nyomtatási vállalkozást, és eladták a HP-nek a nyomtatómegosztást.
2010-ben a vállalat bemutatott néhány energiahatékonyabb terméket, köztük a laptop R580-at, a netbook N210-et, a világ legkisebb ML-1660-as mono-lézernyomtatóját és a CLX-3185 színes lézer multifunkciós nyomtatót.
A Samsung számos digitális fényképezőgép és videókamera modellt vezetett be, beleértve a WB550 kamerát, az ST550 kettős LCD-vel felszerelt kamerát és a HMX-H106-ot (64 GB-os SSD-vel felszerelt teljes HD videókamera). 2009-ben a cég a harmadik helyet foglalta el a kompakt fényképezőgép-szegmensben. Azóta a vállalat inkább a magasabb árú termékekre összpontosított. 2010-ben a vállalat elindította az NX10, a következő generációs cserélhető objektív kamerát.
A média területén 2009-ben a Samsung tíz százalékos világpiaci részesedést ért el, ami egy új merevlemez meghajtó miatt volt, amely képes 250 GB-ot tárolni 2,5 hüvelykes lemezre. 2010-ben a vállalat megkezdte a 320Gb-os lemezenkénti HDD forgalmazását, amely az iparág legnagyobb. Emellett a külső merevlemez-meghajtók értékesítésére összpontosított. A pénzügyi veszteségeket követően a merevlemez-részleget 2011-ben eladták a Seagate-nek.
Az MP3 lejátszó szegmensben a Samsung az M1 MP3-lejátszóval és a világ legkisebb R1-es DivX MP3-lejátszójával indított termékeket.
2014-ben a vállalat bejelentette, hogy Európában kilép a laptop piacról.
2015-ben a Samsung bejelentette, hogy a Föld körül 1400 kilométeres (900 mérföld) magasságban keringő, 4600 műholdból álló műholdrendszert épít, amely 200 gigabájtnyi internetes adatot forgalmazhat a „mind az 5 milliárd embernek” az interneten. Ha épül, egy ilyen konstelláció versenyezne a korábban bejelentett, a OneWeb és a SpaceX által fejlesztett műholdrendszerekkel.

## Samsung bemutató boltok

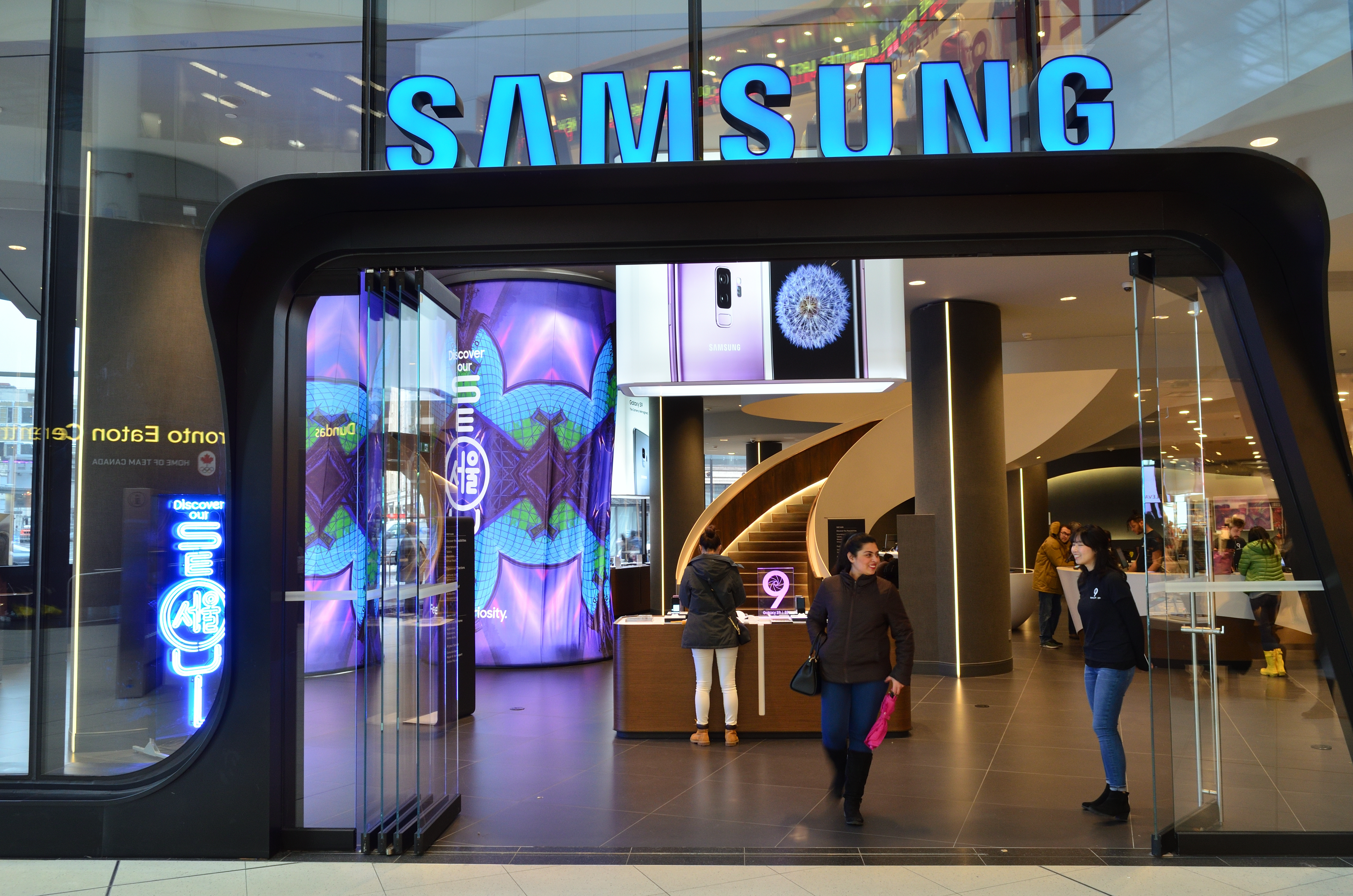
Samsung bemutató bolt Torontóban, az Eaton-Centerben

A Samsung elkezdte az üzletek megnyitását, hogy bemutassa az elektronikai cikkeket.

### Canada
A Torontóban, a Toronto Eaton-Centerben található Samsung bolt két szinttel rendelkezik.
Az első emeleten telefonok, táblagépek, okostelefonok, egyéb elektronika és kiegészítők láthatók. Van egy virtuális valóság rész, ahol VR játékokat játszhat, és ülhet egy széken, hogy nézze meg a videót VR-ben, mint például a hullámvasút.
A második emeleten van egy házimozi rész, ahol Samsung hűtőszekrények, kályhák, készülékek láthatók. A TV-rész a nagyképernyős televíziókat mutatja. Van egy szekció a garancia és a javítások számára is.

#### További helyek
- Metrotown
- Richmond Center
- Sherway Gardens
- West Edmonton Mall
- Yorkdale Shopping Center
- Baltimore

## Dizájn
Az 1990-es évek elején a Samsung elkezdte mérlegelni a fizikai tervezés fontosságát termékeiben. A vállalati design központ Kangnamban (Szöul déli részén) található, több mint 900 teljes munkaidős tervezővel. 1971-ben csak két tervező volt az egész vállalatnál, akik száma 2005-ben 510-re emelkedett.
A vállalat kétéves ciklusban átdolgozza a tervét. Az első évben megvizsgálja a világ tervezési trendjeit, majd termékstratégáit. Ezután a második évben új terveket tervez.
2006 óta több mint 210 díjat nyert a nemzetközi formatervezési intézményekből. iF (Nemzetközi Fórum) és IDEA tervezési díjat kapott. A partnerekkel együttműködve a Samsung nyolc kategóriában nyert a 2009-es IDEA-díjakat, így megkapta a legtöbb díjat.
A 2010-es iF Material Awards-ban a vállalat öt termékének aranydíját nyerte el, beleértve a külső merevlemez-meghajtót. Az iF Material Awards díját a Hannoveri Nemzetközi Fórum Design GmbH nyerte el. 2010-ben a német cég összesen 42 terméket választott ki az otthoni készülék, a bútor és az ipari formatervezés területén. A Samsung öt kategóriában nyerte el a díjakat, beleértve a külső merevlemezt, a teljes érintőképernyős telefont, a "side-by-side" hűtőt, a kompakt digitális fényképezőgépet és a lézernyomtató tonerjét.

## Szlogenek
- Samsung ma és holnap (1993–2002)
- Mindenki meghívott (1999–2002)
- Samsung, képzelet (2002–2007)
- Samsung, a mi a következő? (2007-2010)
- Samsung, kapcsolja be a holnapot (2010–2013)
- Samsung, a következő nagy dolog itt (2013–2017)
- Tegyen nagyobb dolgokat
- Samsung, tedd, amit nem tudsz (2017 - jelen)

## Fordítás
- Ez a szócikk részben vagy egészben  a   Samsung Electronics című angol Wikipédia-szócikk ezen változatának fordításán alapul.  Az eredeti cikk szerkesztőit annak laptörténete sorolja fel. Ez a jelzés csupán a megfogalmazás eredetét és a szerzői jogokat jelzi, nem szolgál a cikkben szereplő információk forrásmegjelöléseként.